# Günter Ullmann
Günter Ullmann (* 4. August 1946 in Greiz, Thüringen; † 9. Mai 2009 in Kreischa) war ein deutscher Schriftsteller, Maler und Musiker. Vor allem als Lyriker fand er weithin Beachtung und mit Arbeiten Eingang in Anthologien.

## Leben und Wirken
Ullmann wuchs als drittes von vier Geschwistern in einfachen Verhältnissen auf. In der Schule war er „Klassenkasper“. 1966 bestand er das Abitur und legte zugleich – wie in der DDR zu dieser Zeit üblich – den Facharbeiterbrief als Maurer ab. Angeregt von den Beatles gründete er mit Freunden eine Band. Er übernahm das Schlagzeug seines Vaters, sang, komponierte und textete eigene Songs.
Er fiel bei den DDR-Behörden in Ungnade aufgrund eigenwilliger Texte. Später beim Zusammenbruch der DDR geriet er in ökonomische und existentielle Not. Der sensible Künstler litt wegen der erlittenen Repressionen unter Verfolgungswahn. Er überlebte zwei Suizidversuche.
Später stellte sich dann doch Erfolg ein. Er hatte Ausstellungen als bildender Künstler, Konzerte mit seiner Rock-Band „media nox“. Zahlreiche eigene Bücher erschienen, darunter einige speziell mit Kindergedichten.
Ullmann starb mit 62 Jahren an Krebs.

## Werke (Auswahl)

### Lyrik
- 2008: Die Wiedergeburt der Sterne nach dem Feuerwerk (= Die Verschwiegene Bibliothek Büchergilde Gutenberg, hrsg. von Ines Geipel und Joachim Walther), Edition Büchergilde, Frankfurt am Main 2008, ISBN 978-3-940111-47-0.
- 2001: Der Tintenfisch springt über die Klassenbänke. Kindergedichte. Mit Zeichnungen von Kathrin Kreim, ISBN 3-934852-68-8
- 1998: Die Sonne taucht im Wassertropfen : Gedichte für Kinder. Mit Ill. von Maren Palloks. Quartus-Verl., Bucha bei Jena
- 1993: Ankunft : Gedichte und Epigramme 1972 - 1992.  Berlin ; Haifa : Boesche
- 1992: Gegenstimme : 66 Gedichte + Epigramme ; 1968 - 1988  Reichenbach : Moser Kommunikation, 1992
- 1992: Den Horizont um den Hals : 66 Gedichte (1968 - 1988). - Lossburg/Schwarzwald : Ed. L, 1992
- 1990: Stein-Schrei : Lyrik.  Berlin ; Haifa : Boesche

### Prosa
- 2006: Wolkenlicht: Gedichte, Aphorismen und Kurzprosa aus 40 Jahren
- 2005: Kirschbaum vorm Fenster. Erinnerungen. Notizen und Splitter. Geest-Verlag, Vechta-Langförden  ISBN 3-937844-77-5
- 2005: Lesestunde: Aufsätze zur Literatur. Verlag Die Scheune, Dresden
- 2004: Schwarze Schafe lesen Camus: Erinnerungen aus meinem Leben ; kurze Prosasplitter Vechta-Langförden
- 2003: Notizen: über Zeichen zum Wort. Boesche,  Berlin, Haifa
- 2002: Steinlicht: Gedichte, Aphorismen, Epigramme und kurze Prosa von 1966 - 2001, ISBN 3-936389-01-2

## Ausstellungen als Bildender Künstler (Auswahl)
- Skulpturen aus Chrom-Nickel-Stahl - Klassik Stiftung Weimar in der Orangerie in Belvedere. Anfang Dezember 2008 bis Mitte Januar 2009[7]
- Ölbilder, Mischtechniken und Aquarelle ; 5. April - 17. Mai 1990, Frankfurter Kunstkabinett Hanna Bekker vom Rath GmbH. - Frankfurt am Main
- Arbeiten auf Papier ; Bilder ; 16. September - 30. Oktober 1988 ; Galerie Vömel, Düsseldorf
- Bilder u. Arbeiten auf Papier ; 10. Juli bis 23. August 1987, Kunstverein Villa Streccius, Landau i. d. Pfalz

## Auszeichnungen
- 2004: Adolf Mejstrik-Ehrengabe der Deutschen Schillerstiftung[8]
- 1996: Bürgermedaille der Stadt Greiz